# 蘇沙羅
蘇沙羅（?—?），字子粹，隋朝大臣，扶风郡人，蘇孝慈兄子。
祖父蘇武周是北周兖州刺史，父亲苏顺，北周眉州刺史。蘇沙罗在北周，初任都督。后跟随韦孝宽破尉迟迥，以功授为开府仪同三司，封通秦县公。隋文帝开皇初年，蜀王杨秀镇守益州，沙罗以本职跟从，拜为资州刺史。开皇八年（588年），冉尨羌作乱，攻打汶山、金川二镇，苏沙罗率兵将他们击破，授为邛州刺史。后来数年，检校利州总管事。跟随史万岁攻打西爨，多次参战有功，进位大将军，被赐布帛千段。不久检校益州总管长史。越巂人王奉举兵作乱，蘇沙罗跟随段文振讨伐平定，被赐奴婢百口。蜀王杨秀被废，吏人奏告苏沙罗：“王奉被家奴所杀，杨秀假称被自己的部下斩杀。又搜刮归顺的獠人，让他们贡献奴婢，蘇沙罗隐瞒不奏。”于是蘇沙羅被除名，在家中去世。有子苏康。